# 金汶根
金汶根（김문근，1801年—1863年），朝鲜王朝後期文臣，政治家。金汶根是朝鲜純祖的國舅，金祖淳的从姪，純元王后的族弟。字魯夫，号四教斋，諡號忠純，別名包物公。 
其女於哲宗二年（1851年，咸豐元年）與哲宗行嘉禮，是為哲仁王后。金汶根等摄政。金汶根於哲宗十四年（1863年）去世。 他去世后，他的从弟，金祖淳的三子金左根的摄政职继承。